# Hans von Pechmann

Hans von Pechmann, född 1 april 1850 i Nürnberg, död 19 april 1902 i Tübingen, var en tysk kemiist. Han framställde diazometan 1894 och polyeten 1898.